# Господа Глембајеви (представа)
Господа Глембајеви је позоришна представа коју је режирао и адаптирао Миша Мартинов према комаду Мирослава Крлеже.
Премијерно приказивање било је 1. марта 1973. у омладинском позоришту ДАДОВ.

## Прича
Драма је подељена у три чина и бави се догађајима и расколом унутар племићке загребачке породице Глембај.

## Улоге
| Лица         | Глумци                     |
| ------------ | -------------------------- |
| Леоне        | Оливер Викторовић          |
| Глембај      | Душан Ђоковић              |
| Баруница     | Драгослава Витолић Ђоковић |
| Беатриче     | Јасминка Мирковић          |
| Фаника Цањег | Мирјана Карановић          |
| Пуба         | Миливоје Ђурђевић          |
| Зилбербант   | Слободан Боба Јовановић    |

## Галерија
- Фотографија са извођења представе
- Фотографија са извођења представе
- Фотографија са извођења представе
- Фотографија са извођења представе